# 陳燁 (作家)
陳春秀（1959年—2012年1月2日），筆名陳燁，生於台灣台南市，新生代小說家。國立臺灣師範大學國文學系畢業，曾任建國中學教師。九零年代受作家施寄青號召，致力於推動女權運動。文學創作上，書寫題材處理個人內在掙扎、家族、台灣歷史等題材，也嘗試超現實的變態、血腥書寫。

## 生平
陳燁出生於台南望族，她出生時罹患小臉症，導致右半臉萎縮，成年後以整形手術治癒。國立臺灣師範大學國文系畢業後，任教於建國中學暨建國高級中學附設高級進修補習學校，擔任國文老師。曾以「作愛或打手槍的感覺」作為學生的作文題目，引發媒體報導，被媒體稱為「麻辣教師」；曾志朗對此表示「很噁心」，認為這種作文題目非常「不適當」。 
2004年自建中退休。2012年1月2日，因憂鬱症自殺。《文訊》雜誌社社長封德屏表示「沒想到最後她還是沒有走出過去的陰影」，作家林佛兒說，陳燁的新作將刊載在下一期《鹽分地帶》雜誌，聽到消息表示難過、驚訝。

## 作品
- 1989年出版小說《泥河》。
- 1995年與施寄青合作出版《女人治國》。
- 2001年出版半自傳小說《半臉女兒》。
- 《藍色多瑙河》、《飛天》、《烈愛真華》。
- 「封印赤城」家族系列《姑娘小夜夜》、《有影》、《玫瑰船長》。